# Lophocampa bicolor
Lophocampa bicolor är en fjärilsart som beskrevs av Walker 1855. Lophocampa bicolor ingår i släktet Lophocampa och familjen björnspinnare. Inga underarter finns listade i Catalogue of Life.